# کفرخل
کفرخل (به عربی: کفرخل) یک منطقهٔ مسکونی در اردن است که در استان جرش واقع شده‌است.